# كريكا

كريكا أو هيريكا (بالإنجليزية: Kreka) كانت زوجة أتيلا الهوني. بريسكوس أثناء إقامته في بلاط أتيلا عام 448 أو 449 ميلادي كتب «في اليوم التالي وصلت إلى جدار مجمع أتيلا، حاملًا هدايا لزوجته... هي كان قد ولدت ثلاثة أطفال له، كان الابن الأكبر إيلاك يحكم أكاتزيري Akatziri وأمم أخرى في أجزاء سكيثيا بالقرب من البحر الأسود». ثم يصف المجمع:
في الأيام الأخيرة من مهمته لاتيلا، كان بريسكوس وماكسيمينيوس و«بدعوة من كريكا لتناول العشاء في منزل آداميس الرجل الذي أشرف على شؤونها. نحن انضممنا إليه جنبا إلى جنب مع بعض من الرجال الرائدون في البلاد، وهناك وجدنا الود. لقد استقبلنا بكلمات هادئة وأعد الطعام. فقام كل من الحاضرين، وبسخاء السكوثيون أعطوا لكل منا كوب كامل، وبعد احتضان وتقبيل الشخص الذي كان يشربه استرجعوه، وبعد العشاء عدنا إلى خيمتنا وذهبنا للنوم». 
تظهر كريكا أيضًا كشخصية في الأسطورة البطولية الجرمانية، حيث، تحت اسم هيليتشي أو هيريكا، هي زوجة أتيلا وأحد المقربين من البطل ديتريش فون بيرن في القصائد الألمانية العليا الوسطى Dietrichs Flucht ، Rabenschlacht وباللغة النوردية القديمة Thidrekssaga . تم تصويرها على أنها ماتت في منطقة نيبلونجنليد Nibelungenlied . في أشعار الإيدا قصيدة جوروناركفا الثالث Guðrúnarkviða III ، تظهر كمحظية لأتيلا. 

## علم أصول الكلمات
سجل الاسم في مخطوطات مختلفة لبريسكوس مثل Κρέκαν (كريكان) و Χρέχα (خريكا) و Ήρέχαa (هريكا) و Ήρέχαν (هيريكان) و Ἤρέχαν (إريكان).   بعض النساخ لم يكتبو حرف ال v أو -an في النهاية. 
على أساس من الأشكال الجرمانية في وقت لاحق من الاسم (هيلشي، هيرشي، هريكجا، وإيركا)، يقول أوتو جيه ماينتشين هيلفن إن الأشكال التي تبدأ مع ايتا (eta) بدلا من كابا (kappa) هي النسخة الأصلية.  جادل مؤيدًا لمصطلحات ويلي بانج كاوب، والتي استمدت من اللغات الـتركية * arï(y) - كان (الأميرة النقية)، (راجع قرقلباغيون اسم Aruvkhan (aruv ، «نقي»)). 
اشتق بافل بوتشا كريكا أو هريكا من جرجي بمعنى (زوجة) في اللغة الـمنغوليا،   وهو أيضًا اشتقاق مدعوم من أوميليجان بريتساك. 
وقد اقترح أيضًا أن يكون الاسم قوطيًا، بمعنى «امرأة يونانية».  
الاسم الأول المجري المشترك، Réka ينشأ من هذا الاسم.